# Chamaeleo gracilis
Chamaeleo gracilis е вид влечуго от семейство Хамелеонови (Chamaeleonidae). Видът не е застрашен от изчезване.

## Разпространение
Разпространен е в Ангола, Бенин, Буркина Фасо, Гамбия, Гана, Гвинея, Гвинея-Бисау, Демократична република Конго, Етиопия, Камерун, Кения, Кот д'Ивоар, Либерия, Мали, Нигерия, Сенегал, Сиера Леоне, Сомалия, Танзания, Того, Централноафриканска република и Чад.